# Hillsboro, Texas
Hillsboro är en stad i den amerikanska delstaten Texas med en yta av 23,7 km² och en folkmängd, som uppgår till 8 232 invånare (2000). Hillsboro är administrativ huvudort för Hill County, Texas.

## Kända personer från Hillsboro
- Roger Edens, kompositör och filmproducent
- Rafer Johnson, tiokampare
- J. Vernon McGee, teolog
- Jerry Allison